# Calen Bullock
Calen Bullock Jr. (Pasadena, 30 aprile 2003) è un giocatore di football americano statunitense che milita nel ruolo di safety per gli Houston Texans della National Football League (NFL).

## Carriera universitaria
Bullock iniziò la sua prima stagione a USC nel 2021 come titolare già dalla prima partita a causa della positività di Isaiah Pola-Mao al COVID-19. Nella sua prima stagione iniziò come titolare 6 gare su 12, facendo registrare 39 tackle e 2 intercetti. Nel 2023 fu inserito nella formazione ideale della Pac-12 Conference dopo avere messo a segno 42 tackle, 7 passaggi deviati e 2 intercetti. A fine stagione decise di passare tra i professionisti.

## Carriera

### Houston Texans
Bullock fu scelto nel corso del terzo giro (78º assoluto) del Draft NFL 2024 dagli Houston Texans. Debuttò come professionista subentrando nella gara del primo turno contro gli Indianapolis Colts mettendo a segno 3 placcaggi e un intercetto su Anthony Richardson. La sua prima stagione si chiuse con 54 tackle, 5 intercetti e 11 passaggi deviati disputando tutte le 17 partite, di cui 13 come titolare, venendo inserito nella formazione ideale dei rookie dalla Pro Football Writers of America.

## Palmarès
- PFWA All-Rookie Team - 2024